# چی کونگ لی
چی کونگ لی (انگلیسی: Chih-Kung Lee؛ زادهٔ october ۱۹۵۹ (۶۵ سال)) سیاست‌مدار اهل تایوان و از دانش‌آموختگان دانشگاه ملی تایوان است.